# Quốc ca Khakassia
Quốc ca Cộng hòa Khakassia (Tiếng Khakas: Хакас гімн, Xakas gimn; Tiếng Nga: Государственный гимн Республики Хакасия: Gosudarstvennyj gimn Respubliki Hakasija) là quốc ca của Khakassia, một chủ thể liên bang của Nga. Lời bài hát tiếng Nga được viết bởi Valadislav Torosov và lời bài hát tiếng Khakas được viết bởi V. Shulbayeva và G. Kazachinova vào năm 2014. Nó được phổ nhạc bởi German Tanbayev, và bài quốc ca được chấp nhận vào ngày 11 tháng 2 năm 2015.

## Lời

### Tiếng Khakas
| Ký tự Cyrill | Bảng chữ cái Turk chung | Latinh hoá |
| --- | --- | --- |
| Хакасия! Сибирь кіні чирі, Сойан тағлары, Ким суғ ағыны. Чайаан таңназы, тилекей сілии! Ӧӧркілер салған чоннар чырғалы.          | Xаkаsija! Siвir’ kįnį cirį, Sojan tаƣlаrь, Kim suƣ аƣьnь. Cаjaаn tаn̡nаzь, tilеkеj sįlii! Ɵɵrkįlеr sаlƣаn cоnnаr cьrƣаlь.          | Hakasiya! Sibir kënë çirë, Soyan tağları, Kim suğ ağını. Çayaan tañnazı, tilekey sëlii! Öörkëler salğan çonnar çırğalı.          |
| Хакасия! Сағаа хайхапчам, Кӧріп тайға-тағлар, чазыларың. Чир-суум тынызына кӧӧрепче чӱреем, Кӱс мағаа пирче тӧреен чирім.        | Xakasija! Sаƣаа xаjxapcam, Kɵrįp tajƣa-tаƣlаr, cаzьlаrьn̡. Cir-suum tьnьzьnа kɵɵrеpce cyrееm, Kys mаƣаа pirce tɵrееn cirįm.        | Hakasiya! Sağaa hayhapçam, Körëp tayğa-tağlar, çazılarıñ. Çir-suum tınızına köörepçe çüreem, Küs mağaa pirçe töreen çirëm.       |
| Саарлар, тулғорлар син пӱдірчезің. Ас таарыпчазың, аттарға пайзың, Анып чир пайын, чоллар салчазың, Алып оолларның маха кӱзвнең. | Sааrlаr, tulƣоrlаr sin pydįrcеzƣįn̡. Аs tааrьpcаzьn̡, аttаrƣа pаjzьn̡, Аnьp cir pаjьn, cоllаr sаlcаzьn̡, Аlьp ооllаrnьn̡ maxa kyzįnеn̡. | Saarlar, tulğorlar sin püdërçezëñ. As taarıpçazıñ, attarğa payzıñ, Anıp çir payın, çollar salçazıñ, Alıp oollarnıñ maha küzëneñ. |
| Хакасия! Сағаа хайхапчам, Кӧріп тайға-тағлар, чазыларың. Чир-суум тынызына кӧӧрепче чӱреем, Кӱс мағаа пирче тӧреен чирім.        | Xakasija! Sаƣаа xаjxapcam, Kɵrįp tajƣa-tаƣlаr, cаzьlаrьn̡. Cir-suum tьnьzьnа kɵɵrеpce cyrееm, Kys mаƣаа pirce tɵrееn cirįm.        | Hakasiya! Sağaa hayhapçam, Körëp tayğa-tağlar, çazılarıñ. Çir-suum tınızına köörepçe çüreem, Küs mağaa pirçe töreen çirëm.       |
| Илбек хазнабыс поғдархапча синнең, Ада чирібіс — чоннар сӧбірезі! Ызых Чирі-суум, чазанып, ӧңнен, Россия ӧмезі — Хакасия!        | Ilвek xaznaвьs poƣdarxapca sinnen̡, Ada cirįвįs — connar sɵвįrezį! Ьzьx Cirį-suum, cazanьp, ɵn̡nen, Rossija ɵmezį — Xakasija!       | İlbek haznabıs poğdarhapça sinneñ, Ada çirëbës — çonnar söbërezë! Izıh Çirë-suum, çazanıp, öñnen, Rossiya ömezë — Hakasiya!      |
| Хакасия! Сағаа хайхапчам, Кӧріп тайға-тағлар, чазыларың. Чир-суум тынызына кӧӧрепче чӱреем, Кӱс мағаа пирче тӧреен чирім.        | Xakasija! Sаƣаа xаjxapcam, Kɵrįp tajƣa-tаƣlаr, cаzьlаrьn̡. Cir-suum tьnьzьnа kɵɵrеpce cyrееm, Kys mаƣаа pirce tɵrееn cirįm.        | Hakasiya! Sağaa hayhapçam, Körëp tayğa-tağlar, çazılarıñ. Çir-suum tınızına köörepçe çüreem, Küs mağaa pirçe töreen çirëm.       |

### Tiếng Nga
| Ký tự Cyrill | Latinh hoá |
| --- | --- |
| Хакасия край мой на юге сибири Там где в саянах шумит енисей Чудо природы ты лучшая в мире Создана богом на благо людей           | Hakasija kraj moj na juge sibiri Tam gde v sajanah šumit jenisej Čudo pripody ty lučšaja v mire Sozdana bogom na blago ljudej       |
| Припев: Хакасия тобой восхищаюсь Глядя на горы тайгу и поля Воздухом родины я наслаждаюсь Силы дает мне родная земля              | Pripev: Hakasija toboj voshišcajusj Gljadja na gory tajgu i polja Vozduhom rodiny ja naslaždajusj Sily dajet mne rodnaja zemlja     |
| Ты строишь заводы плотины возводишь Сеешь хлеба и разводишь коней Недра вскрываешь дороги проводишь Руками чудесных своих сыновей | Ty stroišj zavody plotiny vozvodišj Seješj hleba i razvodišj konej Nedra vskryvaješj dorogi provodišj Rukami čudesnyh svoih synovej |
| Припев | Pripev |
| Гордится держава тобою кипучей Хакасия дружных народов семья Мужай и цвети край мой могучий Уастица россии отчизна моя            | Gorditsja deržava toboju kipučej Hakasija družnyh narodov semjja Mužaj i cveti kraj moj mogučij Uastica rossii otčizna moja         |
| Припев | Pripev |

### Tiếng Việt
Khakassia ở phía nam Siberia,
Nơi sông Yenisei ầm ầm chảy qua dãy núi Sayan.
Phép màu của thiên nhiên là người bạn tốt nhất trên thế giới!
Được tạo ra bởi Chúa vì lợi ích của con người.
Điệp khúc:
Hỡi Khakassia! Chúng tôi ngưỡng mộ người,
Nhìn vào những ngọn núi và những cánh rừng taiga.
Tôi tận hưởng hương đồng cỏ nội
Những gì đã cho tôi một quê hương.
Chúng ta xây nên những nhà máy và các con đập
Và làm bánh cũng như nuôi ngựa
Tiếp bước trên con đường dựng xây đã được mở ra
Của cha ông chúng ta.
Điệp khúc
Thật tự hào về sức lực của người,
Hỡi Khakassia thân thương!
Cùng chung sức phát triển,
Sát cánh cùng nước Nga - Khakassia!
Điệp khúc